# Pseudodiploexochus australiensis
Pseudodiploexochus australiensis is een pissebed uit de familie Armadillidae. De wetenschappelijke naam van de soort is voor het eerst geldig gepubliceerd in 1973 door Albert Vandel.